# Nikolai Tatàrinov
Nikolai Tatàrinov   (Blahodatne, 14 de desembre de 1927 - Sant Petersburg, 29 de maig de 2017) fou un pentatleta ucraïnès que va competir sota bandera de la Unió Soviètica durant les dècades de 1950 i 1960.
El 1960 va prendre part en els Jocs Olímpics d'Estiu de Melbourne, on disputà dues proves del programa de pentatló modern. Junt a Igor Novikov i Hanno Selg guanyà la medalla de plata en la competició per equips, mentre en la competició individual fou sisè.
En el seu palmarès també destaquen tres medalles d'or i una de bronze al Campionat del món de pentatló modern i tres campionats soviètics per equips.